# Elí Altamirano
Elí Altamirano Pérez (27 de febrero de 1933, Chinandega, departamento de Chinandega, Nicaragua-15 de enero de 2016, Managua, departamento de Managua, Nicaragua) fue un político y sindicalista nicaragüense. Fue secretario general del Partido Comunista de Nicaragua (PCdeN) durante un cuarto de siglo.

## Biografía
Altamirano nació en Chinandega el 27 de febrero de 1933. Sus padres eran Ángel María Altamirano Gutiérrez y Mercedes Pérez Altamirano. Estudió hasta el cuarto grado en la Escuela Superior de Varones en Chinandega.
En 1956 Altamirano fue encarcelado, durante la ola de represión que ocurrió tras el atentado y posterior muerte del dictador Anastasio Somoza García. En el mismo año comenzó a organizar en Managua un sindicato de mecánicos y obreros de la metalurgia. Se convirtió en miembro del Partido Socialista Nicaragüense (PSN) en 1959. En 1960, era uno de los líderes de la Federación de Trabajadores de Managua. En 1961, fundó la Juventud Socialista de Nicaragua, el ala juvenil del PSN y posteriormente fue líder de la central sindical Confederación General del Trabajo (independiente) en 1962. Se exilió en Cuba entre abril de 1963 y marzo de 1964, luego hizo estudios en Moscú, capital de la entonces Unión Soviética.
Tomó parte en un cisma en el PSN en 1967 y participó en la fundación del Partido Obrero Socialista de Nicaragua (POSN) en octubre del mismo año. Fue encarcelado por 8 meses y tras su liberación fue elegido secretario general del POSN. Tras asumir el control del partido expulsó a los viejos líderes. En diciembre de 1970, el POSN hizo su congreso constituyente, adoptando el nombre Partido Comunista de Nicaragua y se eligió a Altamirano como su secretario general. Bajo el liderazgo de Altamirano el partido tomó una actitud antisandinista, distanciándose del movimiento revolucionario hermano, el Frente Sandinista de Liberación Nacional (FSLN). Dentro del partido empezó el culto a la personalidad de Altamirano. En octubre de 1971, fundó el periódico Avance y se convirtió en su editor. En 1973, él fundó la central sindical Central de Acción y Unificación Sindical (CAUS). Fue coordinador del Movimiento Pueblo Unido).
En la época de la caída de la dictadura de Anastasio Somoza Debayle, hijo de Somoza García, Altamirano estaba encarcelado; fue arrestado en abril de 1979 y condenado a 6 meses de cárcel. Fue liberado tras el triunfo de la Revolución Sandinista el 19 de julio del mismo año.
Después del triunfo de la revolución Altamirano quiso darle al proceso político una dirección de izquierda. La CAUS organizó una huelga entre los obreros de las fábricas en marzo de 1980, provocando la reacción del nuevo gobierno sandinista. Altamirano y otros líderes de la CAUS fueron fueron arrestados y acusados de participar en un plan de desestabilización de la CIA. Posteriormente, Altamirano fue arrestados con otros miembros del PCdeN y la CAUS el 21 de octubre de 1981 y sentenciado a 7 meses de prisión y acusado de violar el orden público. Fue reconocido como prisionero de conciencia por Amnistía Internacional.
Elí Altamirano fue elegido diputado de la alianza electoral Unión Nacional Opositora (UNO) de la que el PCdeN fue uno de los 14 partidos que la integraron, en las elecciones generales de 1990. En estas la candidata presidencial Violeta Chamorro fue elegida derrotando al presidente Daniel Ortega, candidato del FSLN. Dentro de la UNO Altamirano estaba estrechamente relacionado con el candidato a vicepresidente Virgilio Godoy Reyes, líder del Partido Liberal Independiente (PLI).
Altamirano fue candidato a presidente por el PCdeN en las elecciones generales de 1996, en las que obtuvo 4802 votos (0.27 % del voto nacional).
Después de 1996 Altamirano se retiró de la vida pública. Aunque permaneció como líder del partido luchó contra problemas de salud en los últimos años de su vida. Altamirano murió el 15 de enero de 2016, pero su muerte se mantuvo en secreto durante casi un mes.